# Guillermo del Riego
Guillermo del Riego (?, 11 de setembro de 1958) é um ex-canoísta espanhol especialista em provas de velocidade.

## Carreira
Foi vencedor da medalha de prata em K-2 500 m em Moscovo 1980, junto com o seu colega de equipa Herminio Menéndez.